# Štěpán Janáček
Štěpán Janáček (* 12. června 1977, Praha) je český atlet, tyčkař.
S atletikou začínal jako vícebojař. V roce 1996 skončil na juniorském mistrovství světa v Sydney na čtvrtém místě. První úspěch v tyčkařských sektorech zaznamenal v roce 1999, kdy získal stříbrnou medaili na světové letní univerziádě v Palmě. Druhé stříbro získal o dva roky později na univerziádě v Pekingu. V roce 2002 skončil na mistrovství Evropy v Mnichově na pátém místě (575 cm).
Reprezentoval na letních olympijských hrách v Sydney 2000, Athénách 2004 i v Pekingu 2008. Na všech třech olympiádách se mu však nepodařilo projít sítem kvalifikace. Nejblíže k postupu měl na olympiádě v Sydney, kde skončil jako první nepostupující.
V roce 2007 se oženil s polskou atletkou Grażynou Prokopekovou.

## Osobní rekordy
- hala - (575 cm - 4. března 2001, Sindelfingen)
- venku - (576 cm - 17. června 2002, Praha)